# Bernard Deconinck
Pour les articles homonymes, voir Deconinck.
Bernard Deconinck (né le 26 avril 1936 à Lille et mort le 14 avril 2020 à Cavaillon) est un coureur cycliste français. Spécialisé en demi-fond, il est notamment vice-champion du monde de cette discipline en 1959.

## Biographie
Il est le fils de Henri Deconinck (1909-1984), lui aussi coureur cycliste et de Alphonsine Héneron.

## Palmarès sur piste

### Championnats du monde
- Amsterdam 1959
  -  Médaillé d'argent du demi-fond amateurs

### Championnats de France
- Champion de France de demi-fond amateurs : 1959

## Palmarès sur route
- 1954
  - Premier pas Dunlop
  - Circuit du Montois
- 1955
  - Paris-Ézy